# Komitet Centralny Komunistycznej Partii Wietnamu

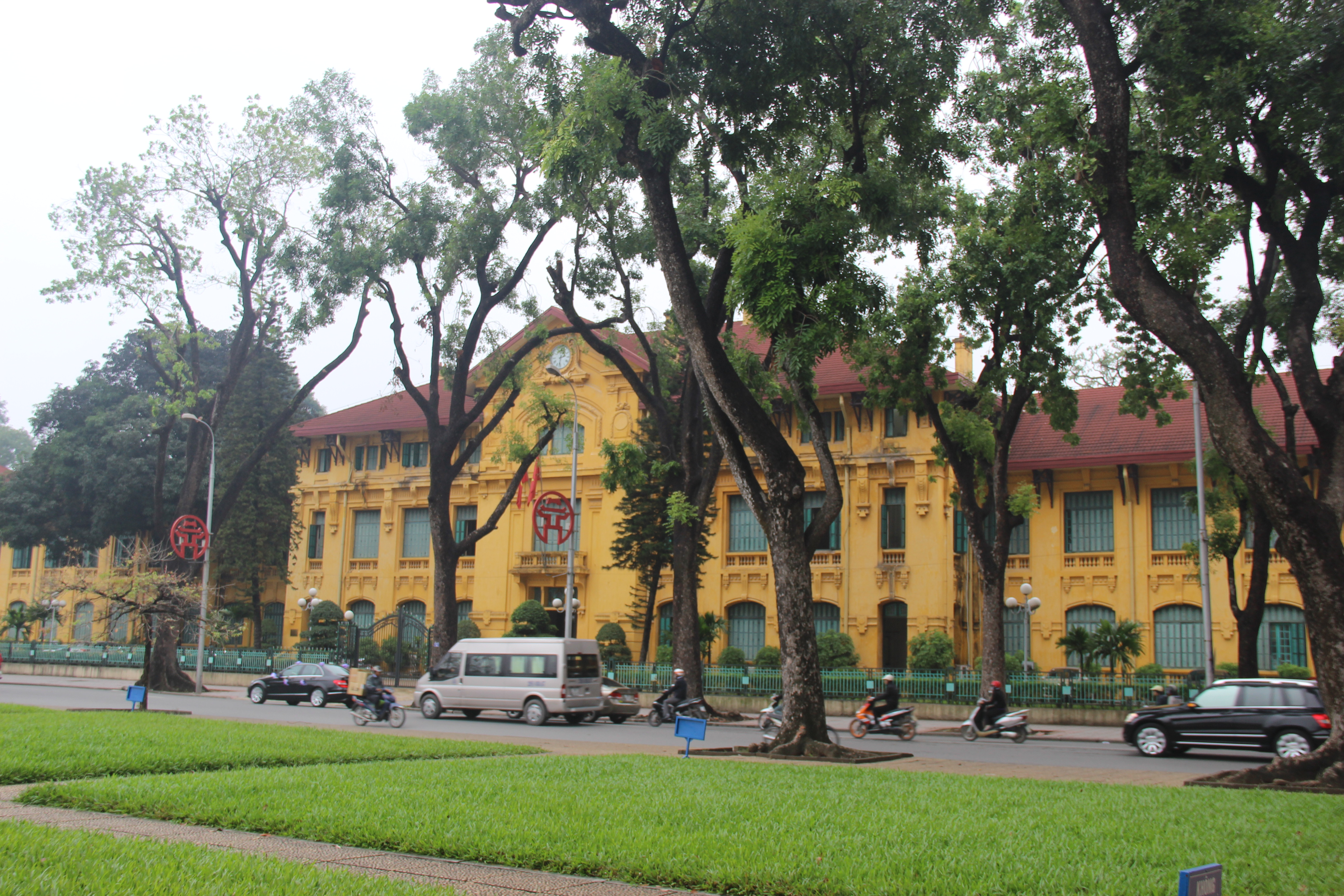
Siedziba Centralnej Komisji (Wydziału) Stosunków Zagranicznych KC Komunistycznej Partii Wietnamu przy 2C Hoàng Văn Thụ

Komitet Centralny Komunistycznej Partii Wietnamu (wiet. Ban Chấp hành Trung ương Đảng Cộng sản Việt Nam) – centralna instancja partii, wykonująca polecenia Biura Politycznego Komunistycznej Partii Wietnamu, mająca decydujący wpływ na politykę całej partii, de facto organ zarządzania wszystkimi dziedzinami życia w tym kraju.

## Komórki organizacyjne
- Centralne Biuro Partii (Văn phòng Trung ương)
- Centralny Komitet Organizacyjny (Ban Tổ chức Trung ương)
- Centralny Komitet Propagandy (Ban Tuyên giáo Trung ương), 2B Hoàng Văn Thụ, Phường Quán Thánh, Quận Ba Đình, Hanoi
- Centralny Komitet Bezpieczeństwa (Ban Nội chính Trung ương), Tòa nhà A4, phố Nguyễn Cảnh Chân, Ba Đình, Hanoi
- Centralna Komisja Stosunków Zagranicznych (Ban Đối ngoại Trung ương), 2C Hoàng Văn Thụ, Phường Quán Thánh, Quận Ba Đình, Hanoi[1]
- Centralny Komitet Gospodarczy (Ban Kinh tế Trung ương), Nhà A4, Nguyễn Cảnh Chân, Ba Đình, Hanoi
- Centralny Komitet Spraw Wewnętrznych (Ban Dân vận Trung ương), 105B Quán Thánh, Phường Quán Thánh, Quận Ba Đình, Hanoi
- Centralny Komitet Kontroli (Ủy ban Kiểm tra Trung ương), 4 Nguyễn Cảnh Chân, Phường Quán Thánh, Quận Ba Đình, Hanoi
- Centralna Rada Ideologiczna (Hội đồng Lý luận Trung ương), 63 Phan Đình Phùng, Phường Quán Thánh, Quận Ba Đình, Hanoi

Przy KC funkcjonują:
- Krajowa Akademia Nauk Politycznych im. Hồ Chí Minha (Học viện Chính trị Quốc gia Hồ Chí Minh), 135 Nguyen Phong Sắc, Cầu Giấy, Hanoi[2]
- Krajowe Wydawnictwo Literatury Politycznej "Prawda" (Nhà xuất bản Chính trị quốc gia - Sự thật), 6/86 Duy Tân, Cầu Giấy, Hanoi
- Gazeta Nhân Dân, 71 Hàng Trống, Hoàn Kiếm, Hanoi[3]
- Przegląd Komunistyczny (Tạp chí Cộng sản), 28 Trần Bình Trọng, Hanoi

## Siedziba Komitetu Centralnego
Mieści się przy 1A, Hùng Vương St, Điện Biên Ward, Ba Đình District, Hanoi (1A Hùng Vương, Quận Ba Đình, Hà Nội) (2014-).